# Портрет Козимо I Медичи в доспехах
Портрет Козимо I Медичи в доспехах (итал. Il ritratto di Cosimo I de' Medici in armatura) — портрет великого герцога тосканского Козимо I Медичи работы итальянского живописца Аньоло Бронзино. Находится во Флоренции в галерее Уффици, основанной когда-то по воле самого герцога Козимо.

## История создания
В качестве придворного художника Бронзино создал несколько портретов Козимо и его семьи. Джорджо Вазари так писал об этом в своей книге «Жизнеописания наиболее знаменитых живописцев, ваятелей и зодчих»:

Синьор же герцог, убедившись по этим и другим произведениям в преимуществах этого живописца, и в частности в том, что ему свойственно писать портреты с натуры с величайшей тщательностью, какую только можно себе вообразить, заказал ему свой портрет таким, каким он был в молодые годы, в белых доспехах и с рукой, положенной на шлем, и на другом холсте его супругу, синьору герцогиню, а еще на другом их сына, синьора дона Франческо, наследного князя Флоренции.
— Джорджо Вазари — Жизнеописания наиболее знаменитых живописцев, ваятелей и зодчих, том V, глава «Об академиках рисунка, живописцах, скульпторах, архитекторах, а также об их творениях и, во-первых, о Бронзино»
Портрет, демонстрирующий властный и гордый характер герцога, был написан на вилле в Поджо-а-Кайано в 1545 году.
Он ознаменовал собой достигнутый в 1543 году большой дипломатический успех Козимо I. Когда-то Медичи вернулись к власти в Тоскане благодаря испанскому королю и императору Священной Римской империи Карлу V, который, однако, оставил в тосканских городах свои гарнизоны, долгое время ограничивавшие власть великого герцога. Теперь же эти солдаты понадобились Карлу V для борьбы с протестантами в Северной Европе, и он отозвал их в обмен на значительную сумму денег.